# 1954 aux échecs
| Années des échecs : 1951 - 1952 - 1953 - 1954 - 1955 - 1956 - 1957    |
| Décennies des échecs : 1920 - 1930 - 1940 - 1950 - 1960 - 1970 - 1980 |

Cet article présente les faits marquants de l'année 1954 aux échecs.

## Événements majeurs
Mikhaïl Botvinnik fait match nul dans le Championnat du monde d'échecs 1954 contre Vassili Smyslov et conserve son titre de champion du monde.

## Championnats nationaux
- Argentine : Pas de championnat[1],[2]. Chez les femmes, Soledad Gonzalez de Huguet s’impose.
- Autriche : Andreas Dückstein remporte le championnat[3]. Chez les femmes, Salome Reischer[4].
- Belgique : Jos Gobert remporte le championnat[5]. Chez les femmes, Louise Loeffler s’impose [6].
- Brésil : João de Souza Mendes remporte le championnat[7].
- Canada : Pas de championnat[8].
- Écosse : James Macrae Aitken remporte le championnat[9]
- Espagne : Francisco José Pérez remporte le championnat[10]. Pas de championnat féminin[11].
- États-Unis : Arthur Bisguier remporte le championnat[Note 1],[12]. Chez les femmes, pas de championnat [13].
- Finlande: Osmo Kaila remporte le championnat[14].
- France : César Boutteville remporte le championnat[15]. Chez les femmes, pas de championnat[16].

- Pays-Bas : Johannes Donner remporte le championnat[17]. Chez les femmes, c’est Fenny Heemskerk qui s’impose.
- Pologne : Bogdan Sliwa remporte le championnat[18].
- Royaume-Uni : Leonard Barden et Alan Phillips remportent le championnat[19] : ils terminent à égalité à l’issue du match de départage.

- Suisse : Josef Kupper remporte le championnat [20]. Chez les dames, c’est Elisabeth Schild qui s’impose[21].
- RSS d'Ukraine : Abram Khavine remporte le championnat[22],[23], dans le cadre de l’U.R.S.S.. Chez les femmes, Lyubov Kohan s’impose[24].
- RFP Yougoslavie : Pas de championnat[25],[26]. Chez les femmes, Milunka Lazarević s’impose.

## Naissances
- Kevin Spraggett

## Nécrologie
- En 1954 : Valentin Fernández Coria (en), Margaret Skirving Gibb (en), Paul List (en)
- 14 janvier : Francisco Lupi (en)
- 23 février : Jacques Mieses
- 15 avril : Thomas George Cranston (en)
- 27 avril : Leon Tuhan-Baranowski (en)
- 24 juin : Arnold van Foreest, trois fois champion officieux des Pays-Bas.
- 22 juillet : Dietrich Duhm (en)
- 2 août : Teodor Regedziński
- 15 août : Sigmund Herland (en)
- 23 octobre : Jacob Rosenthal (en)
- 11 novembre : Johannes Giersing (en)
- 19 décembre : Frans Gunnar Bengtsson
- 20 décembre : Emilis Melngailis (en)
- 31 décembre : Eugène Znosko-Borovsky